# Konstitutionsutskottet
Konstitutionsutskottet (KU) är ett utskott i Sveriges riksdag med uppgift att bereda frågor och väcka förslag av konstitutionell och förvaltningsrättslig betydelse, samt att granska statsrådens tjänsteutövning och regeringsärendenas handläggning. Utskottets verksamhet regleras i Regeringsformen och Riksdagsordningen. 
Med hänsyn till utskottets granskande roll, har man sedan 1991 kommit överens om att dess ordförande alltid skall komma från oppositionen. Utskottets nuvarande ordförande är Ida Karkiainen (S).
KU består av sjutton folkvalda riksdagsledamöter med alla riksdagspartier representerade, och till sig har de ett kansli med tjänstemän knutet.

## Historia
Första gången ett konstitutionsutskott tillsattes var inför riksdagen i maj 1809. Det spelade en mycket betydelsefull roll i arbetet med att ta fram en ny regeringsform, vilken antogs 6 juni samma år. Dess förste ordförande var Lars August Mannerheim, dess förste sekreterare var Hans Järta. Ledamöter i det första KU var bland andra Anders Jansson Hyckert, Gottlieb Gahn och Carl von Rosenstein. 
KU bildades permanent med 1809 års regeringsform 53 §, där det stadgas att riksdagen ska tillsätta utskott och däribland ett konstitutionsutskott att väcka och upptaga frågor rörande förändringar i grundlagarna och yttranden deröfver till riksens ständer afgiva, samt att granska de i statsrådet förda protokoll. Dess uppgifter fastställdes även i densamma regeringsform 105-107 §§ och riksdagsstadgan; funktionen är i princip oförändrad, fastän uppgifterna anpassats till det moderna samhällets förutsättningar och statsskickets förändring.

## Uppgifter
| ”                                                            | Konstitutionsutskottets granskning 1 § Konstitutionsutskottet ska granska statsrådens tjänsteutövning och regeringsärendenas handläggning. Utskottet har rätt att för granskningen få ut protokollen över beslut i regeringsärenden, handlingar som hör till dessa ärenden samt regeringens övriga handlingar som utskottet finner nödvändiga för sin granskning. Andra utskott och varje riksdagsledamot får hos konstitutionsutskottet skriftligen väcka frågor om statsrådens tjänsteutövning eller handläggningen av regeringsärenden. Lag (2010:1408). | „ |
| – Kungörelse (1974:152) om beslutad ny regeringsform 13 kap. | |   |

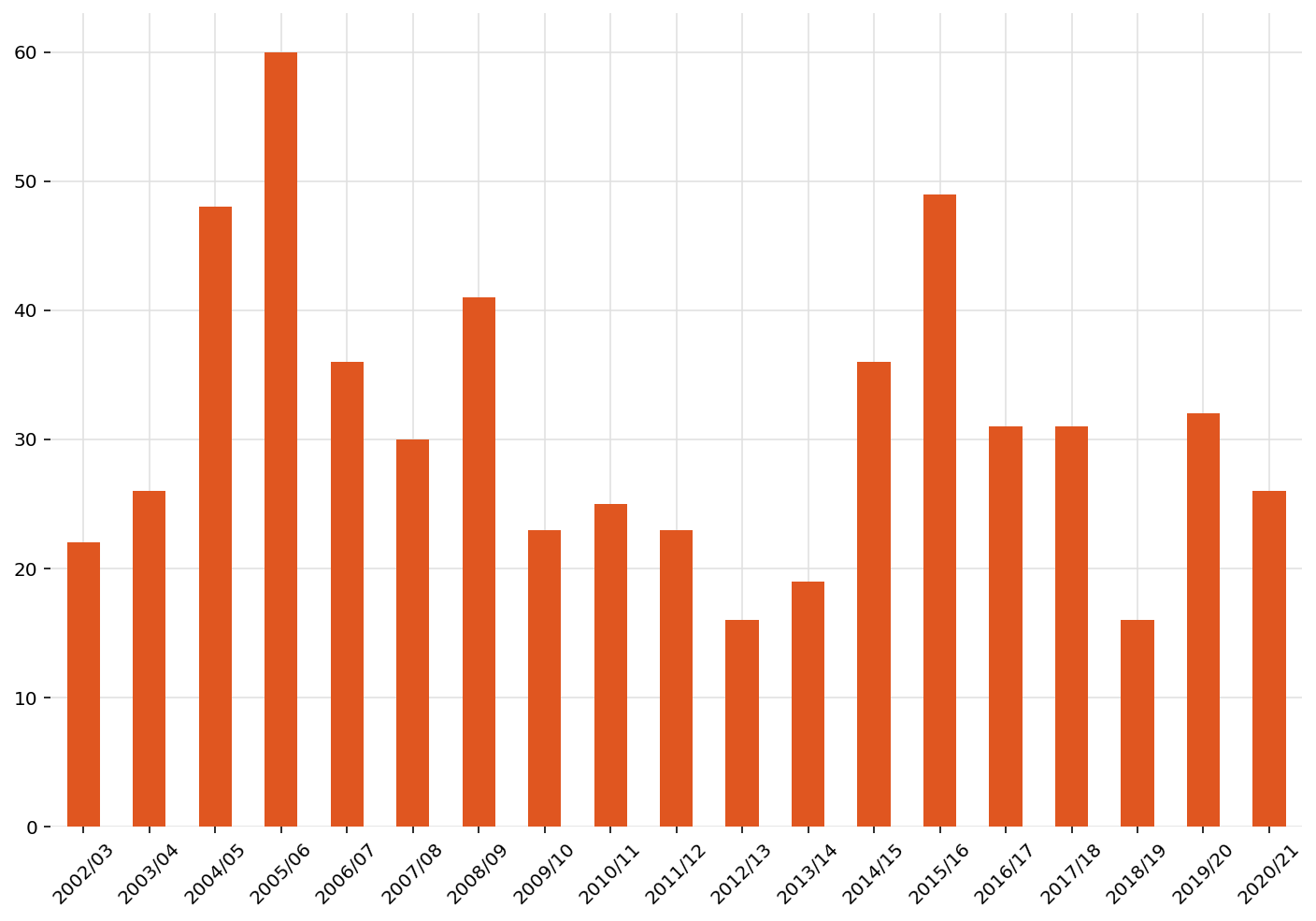
Antal KU-anmälningar över tid sedan riksmötet 2002/03. Källa: Riksdagen

Konstitutionsutskottets områden gäller det som berör de svenska grundlagarna och riksdagsordningen, och det är en viktig del av riksdagens kontrollmakt. Ärenden som är aktuella för detta utskott handlar om lagstiftning om konstitutionen och förvaltningsrätt, lagstiftning om TV, radio och film, press- och partistöd, riksdagen, om myndigheter som finns i riksdagen som till exempel Riksrevisionen och Justitieombudsmannen (dock inte Riksbanken), granskning av regeringen och statsråden, tryck- och yttrandefrihet, det kommunala självstyret, opinionsbildning, och religionsfrihet. 
KU granskar regering och statsråd löpande och i särskilda fall efter s.k. KU-anmälningar. Den löpande granskningen läggs fram årligen i ett betänkande, kallat granskningsbetänkande, förut kallat "dechargebetänkandet". Kommer en anmälan in, inleder de utfrågningar av berörda personer. Utfrågningarna är sedan 1988 offentliga. Om åtal skulle vara aktuellt mot ett statsråd, är det KU som avgör detta. Fallet går då direkt till Högsta domstolen. Senaste gången ett statsråd åtalades var under mitten av 1800-talet, vilket togs upp i den numera avskaffade riksrätten. Vanligare är att KU kritiserar statsråd efter en utfrågning, vilket kan resultera i misstroendevotum mot vederbörande. Utskottet har även sista ordet i vissa prövningar och beredningar inför riksdagsbeslut.

## Ordförande

### Före 1971 (ståndsriksdagen och tvåkammarriksdagen)
- 1809/1810: Lars August Mannerheim
- 1823: Baltzar von Platen
- 1828/1830: Lars August Mannerheim
- 1834/1835: Jacob Cederström
- 1840/1841: Carl Henrik Anckarsvärd
- 1851–1858:Gustaf Lagerbielke
- 1859/1860, 1862/1863, 1867/1871: Thomas Munck af Rosenschöld
- 1871 (urtima riksdagen): Gustaf af Ugglas
- 1872/1875: Thomas Munck af Rosenschöld
- 1876–1887B: Magnus Hallenborg
- 1888: Gunnar Wennerberg
- 1888–1898: Oscar Bergius
- 1899: Gustaf Åkerhielm
- 1900–1901: Gustaf Rudebeck
- 1902–1905 (lagtima riksdagen): Hugo Blomberg
- 1906–1908: Hugo Blomberg
- 1909–1910: Karl Staaff
- 1911: Ernst Trygger
- 1912: Carl Carlsson Bonde
- 1912: Theodor af Callerholm
- 1913–1917: Nils Edén
- 1918: Otto Mannheimer
- 1918 (urtima riksdagen): Jakob Pettersson
- 1919 (urtima riksdagen): Jakob Pettersson
- 1919 (urtima riksdagen)–1921: Viktor Larsson i Västerås
- 1922–1923: Sam Clason
- 1924: Viktor Larsson i Västerås
- 1925–1929: Knut von Geijer
- 1930–1938: Carl Axel Reuterskiöld
- 1939 (lagtima riksdagen)–1958 (B): Harald Hallén
- 1959–1964: Bengt Elmgren
- 1965–1972: Georg Pettersson

### Efter 1971 (enkammarriksdagen)
| Namn | Namn                | Ämbetsperiod | Politisk tillhörighet |
| ---- | ------------------- | ------------ | --------------------- |
|      | Hilding Johansson   | 1972–1976    | Socialdemokraterna    |
|      | Karl Boo            | 1976–1979    | Centerpartiet         |
|      | Bertil Fiskesjö     | 1979–1982    | Centerpartiet         |
|      | Olle Svensson       | 1982–1991    | Socialdemokraterna    |
|      | Thage G. Peterson   | 1991–1994    | Socialdemokraterna    |
|      | Birgit Friggebo     | 1994–1997    | Folkpartiet           |
|      | Bo Könberg          | 1998         | Folkpartiet           |
|      | Per Unckel          | 1998–2002    | Moderaterna           |
|      | Gunnar Hökmark      | 2003–2004    | Moderaterna           |
|      | Göran Lennmarker    | 2004–2006    | Moderaterna           |
|      | Berit Andnor Bylund | 2006–2010    | Socialdemokraterna    |
|      | Peter Eriksson      | 2010–2014    | Miljöpartiet          |
|      | Andreas Norlén      | 2014–2018    | Moderaterna           |
|      | Hans Ekström        | 2018–2019    | Socialdemokraterna    |
|      | Karin Enström       | 2019–2022    | Moderaterna           |
|      | Hans Ekström        | 2022         | Socialdemokraterna    |
|      | Ida Karkiainen      | 2022–        | Socialdemokraterna    |

## Vice ordförande

### Före 1971 (tvåkammarriksdagen)
- Johan Sjöberg    1869
- Lars Johan Hierta  1871U
- Pehr von Ehrenheim  1872 -1973
- Magnus Hallenborg  1874 - 1875
- Johan Sjöberg   1876 - 1878
- Johan Nordenfalk  1879 - 1880
- Adolf Erik Nordenskiöld  1884 - 1885
- Per Siljeström   1886
- Axel Ljungman  1887A
- Johan Sjöberg 1887B
- Axel Ljungman  1891 - 1899
- Fredrik Barnekow  1900 - 1905L
- Gullbrand Elowson  1905 1U - 1906
- Theodor af Callerholm  1907 - 1909
- Johan Fredrik Nyström   1910
- Theodor af Callerholm  1911
- Hjalmar Branting  1912 - 1914A
- Sam Clason  1914B - 1917
- Viktor Larsson i Västerås  1918L - 1918U
- Sam Clason  1919 - 1921
- Arthur Engberg  1922 - 1923
- Knut von Geijer  1925
- Arthur Engberg  1926 - 1928
- Harald Hallén  1933 - 1938
- Anton Pettersson  1939L - 1939U
- Gustaf Adolf Björkman  1940 - 1940U
- Jones Erik Andersson  1941 - 1951
- John Pettersson  1952 -1960
- Torsten Andersson  1961 - 1968
- Gunnar Larsson  1969 - 1971

### Efter 1971 (enkammarriksdagen)
| Namn | Namn               | Ämbetsperiod | Politisk tillhörighet |
| ---- | ------------------ | ------------ | --------------------- |
|      | Gunnar Larsson     | 1972–1974    | Centerpartiet         |
|      | Karl Boo           | 1974–1976    | Centerpartiet         |
|      | Hilding Johansson  | 1976–1982    | Socialdemokraterna    |
|      | Anders Björck      | 1982–1991    | Moderaterna           |
|      | Bertil Fiskesjö    | 1991–1994    | Centerpartiet         |
|      | Kurt Ove Johansson | 1994–1998    | Socialdemokraterna    |
|      | Göran Magnusson    | 1998–2006    | Socialdemokraterna    |
|      | Per Bill           | 2006–2014    | Moderaterna           |
|      | Björn von Sydow    | 2014–2018    | Socialdemokraterna    |
|      | Marta Obminska     | 2018–2019    | Moderaterna           |
|      | Hans Ekström       | 2019–2022    | Socialdemokraterna    |
|      | Karin Enström      | 2022         | Moderaterna           |
|      | Erik Ottoson       | 2022–2024    | Moderaterna           |
|      | Louise Meijer      | 2024–        | Moderaterna           |